# Capaccio Paestum

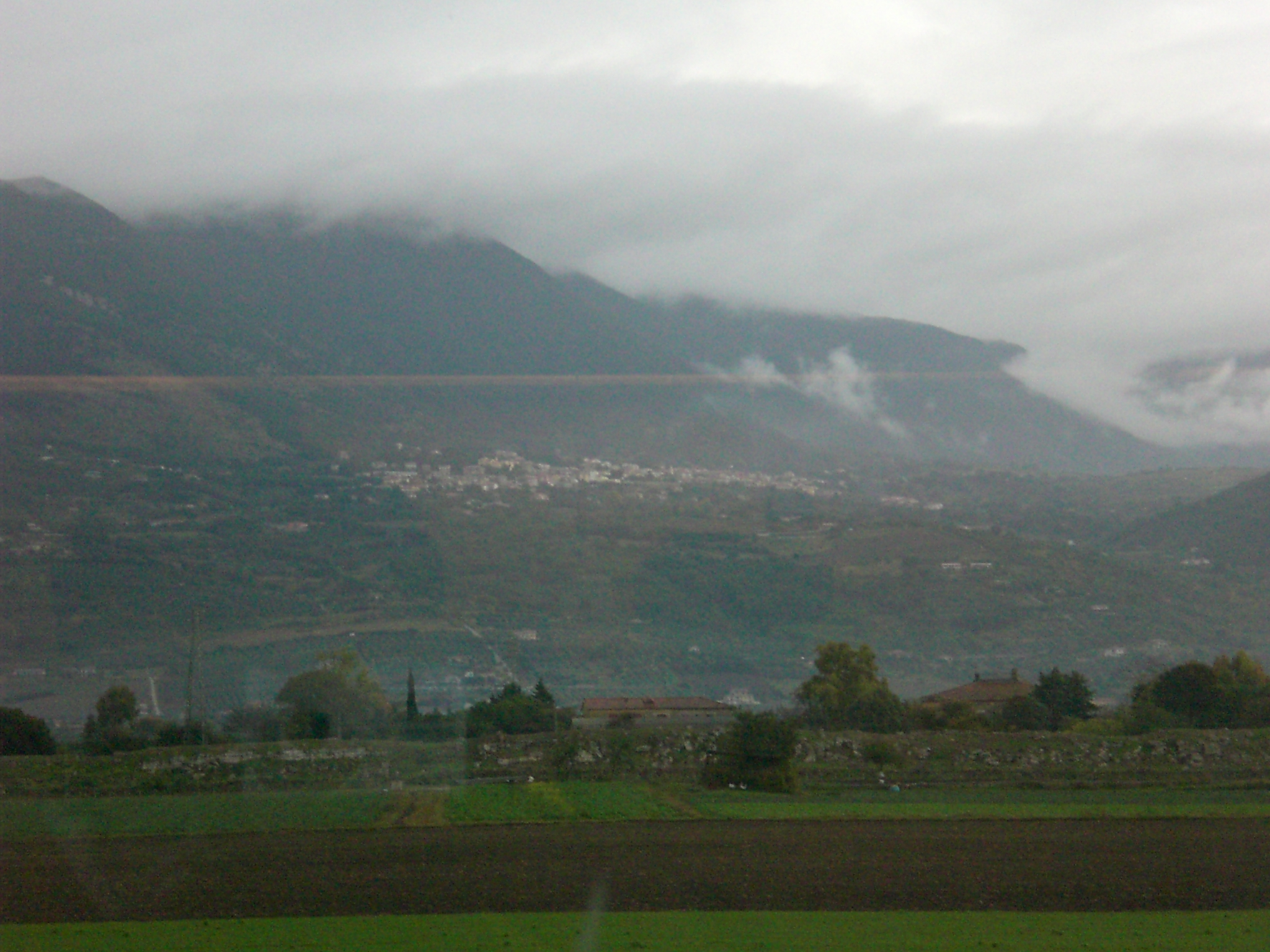
Capaccio

Capaccio Paestum ist eine italienische Gemeinde mit 22.390 Einwohnern (Stand 31. Dezember 2023) in der Provinz Salerno in der Region Kampanien.

## Geographie
Capaccio liegt an der Küste des Tyrrhenischen Meeres, etwa 50 km südlich von Salerno.
Die elf Ortsteile (frazioni) sind Cafasso/Borgo Nuovo, Capaccio Scalo, Capo di Fiume, Gromola/Foce Sele, Laura, Ponte Barizzo, Rettifilo/Vannulo, Spinazzo/Varco Cilentano, Santa Venere, Seude, Torre/Licinella, Vuccolo Maiorano. Die Nachbargemeinden sind Agropoli, Albanella, Cicerale, Eboli, Giungano, Roccadaspide und Trentinara. Der Ort ist Teil der Costiera Cilentana.

## Sehenswürdigkeiten
Auf dem Gebiet der Gemeinde Capaccio befindet sich die Ausgrabungsstätte der antiken Stadt Paestum, die in der Liste des UNESCO-Weltkulturerbe eingetragen ist.

## Söhne und Töchter der Gemeinde
- Michele Zappullo (1548–nach 1616), Jurist, Historiker, Astronom und Theologe
- Angelo Alessio (* 1965), Fußballspieler und -trainer